# Camille Rowe
Camille Rowe, pseudonimo di Camille Chrystal Pourcheresse (Parigi, 7 gennaio 1990), è una modella francese.

## Biografia
Rowe è nata a Parigi da madre americana, la quale era una ballerina nel club Le Lido, e da padre francese, il quale ha attività commerciali nel campo della ristorazione. La sua infanzia è stata divisa tra Parigi, Brooklyn e California.
Rowe fu notata nel 2008 in un bar di Parigi mentre stava studiando per il suo corso universitario. Da allora è apparsa in campagne pubblicitarie per Dior Homme (accanto a Robert Pattinson), Chloé, 3 Suisses, H&M, Louis Vuitton, Victoria's Secret, Gap, Abercrombie & Fitch, and Tommy Hilfiger. È stata in primo piano su riviste, incluse le copertine di Vogue Paris, Elle, L'Officiel, CRASH, Marie Claire, and Madame Figaro.
Nel 2010 Rowe ha fatto la sua apparizione nel film francese Our Day Will Come accanto a Vincent Cassel.
Nel 2011 è apparsa nel video promozionale per la canzone The Strokes' Call Me Back.
Inoltre è apparsa nel 2013 nel video musicale di MGMT per Alien Days.
Nel 2016 è stata nominata Playmate del mese di aprile per la rivista Playboy.
Nel 2016 viene scelta da British Vogue come conduttrice della web serie in formato documentario "What on Earth is Wellness?", dove esplora il significato che il concetto di benessere e salute ha assunto oggi all'interno della società moderna.
Nel 2021 è la protagonista del film La Casa in fondo al Lago.
Nel 2022, ha interpretato il ruolo femminile principale di un'apneista no Limit nel film Netflix: Senza limiti, ispirato alla storia vera di Audrey Mestre, con la regia di David M. Rosenthal.

## Vita privata
Rowe vive a Los Angeles.
Ha avuto una relazione con Andrew Vah Wyngarden, frontman della band rock MGMT, terminata nel 2014.
Successivamente ha avuto una storia con il modello e skater professionista Dylan Rieder, scomparso nel 2016 a seguito della lotta contro la leucemia.
Dal 2017 al 2018 ha avuto una storia con il cantautore Harry Styles. 
Rowe ha 14 tatuaggi, fra cui una stella cometa con la dicitura "Bowie's in space" dedicato al cantante David Bowie.
Il fotografo Matt Jones l'ha soprannominata "scimmia" per il suo modo di fare chiassoso.